# Mort de Tamir Rice
Le 22 novembre 2014, Tamir Rice, un garçon afro-américain de douze ans, est tué à Cleveland, par Timothy Loehmann, un policier blanc de vingt-six ans. Rice tenait une réplique de pistolet que le policier a jugé comme une arme réelle.
Néanmoins, l'enquête montre que Loehmann a abattu l'adolescent presque immédiatement après son arrivée sur les lieux. Avec un collègue, ils répondaient à un appel de police concernant un homme « probablement mineur » qui avait une arme à feu « probablement fausse » sur lui dans un parc de la ville. Ces informations n'ont cependant pas été transmise par le central d'appel aux hommes sur le terrain. L'officier a tiré deux fois, touchant Rice une fois au torse alors que leur voiture de patrouille n'est pas encore arrêtée. Rice meurt de ses blessures le lendemain.
Une vidéo de surveillance de l'incident est publiée par la police quatre jours après la fusillade. Portée en justice, l'affaire est médiatisée car elle se produit à la suite de plusieurs autres meurtres d'hommes afro-américains par des policiers. Après un jugement qui a disculpé les policiers, cela s'est conclut dans un second temps par un règlement à l'amiable entre la ville de Cleveland et la famille de la victime pour 6 millions de dollars,. L'enquête est close en 2020.